# Nuoto ai Giochi della XVI Olimpiade - 200 metri farfalla maschili
La competizione dei 200 metri farfalla maschili di nuoto ai Giochi della XVI Olimpiade si è svolta nei giorni 30 novembre e 1º dicembre 1956 allo stadio del nuoto di Melbourne.

## Programma
| Data             | Round    | Note                               |
| ---------------- | -------- | ---------------------------------- |
| 30 novembre 1956 | Batterie | I migliori 8 tempi alle semifinali |
| 1º dicembre 1956 | Finale   |                                    |

## Risultati

### Batterie
| Pos. | Atleta            | Nazione     | Tempo  | Posizione |
| ---- | ----------------- | ----------- | ------ | --------- |
| 1    | William Yorzyk    | Stati Uniti | 2'18"6 | 1         |
| 2    | John Marshall     | Australia   | 2'26"8 | 4         |
| 3    | Alexandru Popescu | Romania     | 2'29"9 | 8         |
| 4    | René Pirolley     | Francia     | 2'30"1 | 9         |
| 5    | Jenő Áts          | Ungheria    | 2'31"1 | 10        |
| 6    | Walter Ocampo     | Messico     | 2'41"4 | 13        |

| Pos. | Atleta           | Nazione     | Tempo  | Posizione |
| ---- | ---------------- | ----------- | ------ | --------- |
| 1    | Takashi Ishimoto | Giappone    | 2'24"2 | 3         |
| 2    | Brian Wilkinson  | Australia   | 2'27"2 | 5         |
| 3    | Eulalio Ríos     | Messico     | 2'28"1 | 6         |
| 4    | Jack Nelson      | Stati Uniti | 2'29"4 | 7         |
| 5    | Parsons Nabiula  | Filippine   | 3'03"2 | 18        |
| 6    | Shamsher Khan    | India       | 3'06"3 | 19        |

| Pos. | Atleta         | Nazione       | Tempo  | Posizione |
| ---- | -------------- | ------------- | ------ | --------- |
| 1    | György Tumpek  | Ungheria      | 2'23"3 | 2         |
| 2    | Horst Weber    | Germania      | 2'34"4 | 11        |
| 3    | Graham Symonds | Gran Bretagna | 2'35"7 | 12        |
| 4    | Agapito Lozada | Filippine     | 2'43"5 | 14        |
| 5    | George Park    | Canada        | 2'47"2 | 15        |
| 6    | Shah Ghazi     | Pakistan      | 2'48"0 | 16        |
| 7    | Fong Seow Hor  | Malesia       | 2'56"0 | 17        |

### Finale
| Pos.    | Atleta            | Nazione     | Tempo  |
| ------- | ----------------- | ----------- | ------ |
| Oro     | William Yorzyk    | Stati Uniti | 2'19"3 |
| Argento | Takashi Ishimoto  | Giappone    | 2'23"8 |
| Bronzo  | György Tumpek     | Ungheria    | 2'23"9 |
| 4       | Jack Nelson       | Stati Uniti | 2'26"6 |
| 5       | John Marshall     | Australia   | 2'27"2 |
| 6       | Eulalio Ríos      | Messico     | 2'27"3 |
| 7       | Brian Wilkinson   | Australia   | 2'29"7 |
| 8       | Alexandru Popescu | Romania     | 2'31"0 |